# Ichon-dong
Ichon-dong là một phường của Yongsan-gu ở Seoul, Hàn Quốc.

## Đặc điểm
Ichon 1-dong còn được gọi là Dongbu Ichon-dong hoặc "Đông Ichon" (동부이촌동/東部二村洞) và Ichon 2-dong được gọi là Seobu Ichon-dong hoặc "Tây Ichon" (서부이촌동/西部二村洞). Ichon 1-dong là nơi sinh sống của nhiều cư dân nước ngoài, đặc biệt là người Nhật.
Đông Ichon (Ichon 1-dong) được biết đến với bất động sản đắt tiền.
Cư dân ở đây được coi là rất giàu bởi có nhiều người Hàn Quốc. Đông Ichon cũng là nơi có nhiều người Mỹ vì trại đồn trú Yongsan nằm gần đó.
Tây Ichon kém phát triển hơn Đông Ichon, nhưng Chính quyền Thủ đô Seoul đã phát triển khu vực này như một phần của 'Dự án Phục hưng Hangang'.
Ở Ichon-dong, khí hậu lạnh và ôn hòa. Vào mùa đông, lượng mưa ít hơn nhiều so với mùa hè. Theo phân loại khí hậu Köppen và Geiger thì khí hậu ở đây được phân loại là Dwa, nhiệt độ trung bình hằng năm là 11,9 °C, lượng mưa hằng năm khoảng 1346 mm.

## Địa danh
Công viên Ichon Hangang nằm ở phía bắc của con sông giữa cầu Jungrangcheon và cầu Wonhyo. Dọc theo bờ sông mọc lên những bông hoa và cây cỏ đẹp theo mùa như lau sậy, eulalia làm cho con đường ven sông trở thành nơi phổ biến để đi dạo và đi chơi cùng gia đình.
Trong công viên, có Quảng trường Thanh thiếu niên, trung tâm X-Game, sân trượt băng, sân bóng rổ, sân tennis và sân bóng chuyền. Công viên cũng có một chương trình đi bè, nơi bạn có thể băng qua sông trên một chiếc thuyền cao su điều hướng theo cách của bạn từ bên này sang bên kia sông. Chương trình này phổ biến như một trung tâm đào tạo làm việc theo nhóm cho học sinh, sinh viên, nhân viên văn phòng. Những thứ khác để xem và tận hưởng gồm trung tâm trải nghiệm thiên nhiên, thể thao dưới nước, lớp bóng đá Cha Beom-Geun và Đảo Nodleseom.
Bảo tàng Quốc gia Hàn Quốc nằm cách ga Yongsan chỉ 1,5 km. Đây là bảo tàng lớn nhất ở Hàn Quốc và lưu giữ những tài sản văn hóa quý giá của Hàn Quốc, âm thầm kể câu chuyện về lịch sử hấp dẫn Hàn Quốc từ thời cổ đại đến thời kỳ hiện đại. Bảo tàng gần Công viên Gia đình Yongsan, một đồng cỏ với một cái ao là môi trường sống tự nhiên cho các loài chim khác nhau, cũng như hơn 80 loài cây khác nhau. Đài tưởng niệm Chiến tranh Hàn Quốc nằm cạnh ga Samgakji và cách ga Yongsan 1 km. Nó trưng bày một loạt các bộ sưu tập và di tích thời chiến.
Ngoài các phòng trưng bày với nhiều tác phẩm quốc gia và quốc tế, Bảo tàng Quốc gia Hàn Quốc còn là sân khấu cho một số hoạt động văn hóa liên quan đến thu thập và bảo tồn di tích, nghiên cứu và phân tích, đào tạo xã hội, ấn phẩm học thuật, chương trình trao đổi văn hóa quốc tế, các buổi hòa nhạc, và nhiều hơn nữa. Du khách ở mọi lứa tuổi có cơ hội tham gia vào một số sự kiện giáo dục và các chương trình văn hóa chất lượng. Đối với những người thích du lịch nhàn nhã, khuôn viên bảo tàng có một số không gian và khu vực nghỉ ngơi thân thiện với môi trường.

## Lịch sử
Khu vực này đã được phát triển nhanh chóng từ những năm 1970 bởi chính phủ. Ichon-dong nằm ở phía tây nam của Seoul, Yongsan-gu. Trong Executive được chia thành phía đông Ichon-dong và phía tây Ichon-dong, nhưng hiện tại nó được chia thành Ichon 1 dong và Ichon 2 dong. Trong Triều đại Joseon, khu vực đó là Hansung Outer old Seoul, Yongsan 1894 Hansung đang đứng cạnh phòng sachonri, Sinchonri, trụ sở ở Shinchon. Năm 1911 thuộc về vùng sau khi tỉnh gyeongseongbu Gyeonggi, được thành lập vào năm 1913 gyeongseongbu Tây, năm 1914 được gọi là Ichon-dong. Năm 1943 là một Yongsan có thẩm quyền, và năm 1946 là Ichon-dong tới ngày nay. Làng Nhật Bản ở Ichon 1-dong (Dongbu Ichon-dong), Yongsan-gu, Seoul, là nơi có hơn một ngàn người Nhật Bản sinh sống, vì vậy nó được gọi là "Tokyo thu nhỏ". Ngôi làng này bắt đầu hình thành sau khi bình thường hóa quan hệ ngoại giao Hàn Quốc - Nhật Bản vào năm 1965. Người Nhật ở lại Hàn Quốc lâu dài đã tụ tập đến nơi dễ chịu và dễ tiếp cận này dọc theo sông Hán, và họ đã duy trì cộng đồng cho đến nay. Hầu hết cư dân ở đây là nhân viên của các tập đoàn Nhật Bản kinh doanh tại Hàn Quốc hoặc nhân viên đại sứ quán và gia đình của họ. Mặc dù rất khó để cảm nhận "bầu không khí Nhật Bản" khi đi bằng xe hơi, nếu đi bộ dọc theo đường phố và đi qua các con đường bên cạnh, du khách có thể tìm thấy văn phòng môi giới bất động sản cho người Nhật với cụm từ "trò chuyện kinh doanh bằng tiếng Nhật" gắn trên các cánh cửa và các biển hiệu viết bằng tiếng Nhật dành cho người Hàn.

## Giáo dục
Ichon-dong có ba trường - Trường tiểu học Shinyongsan, trường trung học Yonggang và trường trung học Junggyung.
- Trường tiểu học Sinyongsan Seoul[8]
- Trường trung học cơ sở Yonggang Seoul[9]
- Trường trung học phổ thông Jungkyung[10]